# Iwogumoa xieae
Iwogumoa xieae là một loài nhện trong họ Amaurobiidae.
Loài này thuộc chi Iwogumoa. Iwogumoa xieae được miêu tả năm 2008 bởi Liu & S. Q. Li.